# Mus mayori
Mus mayori (Thomas, 1915) è un roditore della famiglia dei Muridi endemico dello Sri Lanka.

## Descrizione

### Dimensioni
Roditore di piccole dimensioni, con la lunghezza della testa e del corpo tra 98 e 104 mm, la lunghezza della coda di 102 mm, la lunghezza del piede tra 25 e 26 mm, la lunghezza delle orecchie tra 17 e 17,5 mm.

### Aspetto
La pelliccia è lunga, fine e cosparsa di peli leggermente spinosi. Le parti superiori sono marroni, con la punta dei peli giallo-brunastra, mentre le parti ventrali sono grigiastre o brunastre. Il muso è più scuro.  La linea di demarcazione lungo i fianchi è netta. Le orecchie sono grigie e praticamente prive di peli. Le zampe sono marroni con le dita bianche. La coda è di lunghezza variabile, ricoperta finemente di peli, marrone scuro sopra, bianca sotto e con 15-16 anelli di scaglie per centimetro. Le femmine hanno un paio di mammelle pettorali e due paia inguinali.

## Biologia

### Comportamento
È una specie notturna e parzialmente fossoria.

## Distribuzione e habitat
Questa specie è diffusa nelle province Centrale, Nord-Occidentale, Meridionale, Occidentale e di Uva dello Sri Lanka.
Vive nelle foreste primarie e secondarie tropicali e sub-tropicali montane e di pianura sempreverdi tra 165 e 2.310 metri di altitudine. Si trova frequentemente in aree umide.

## Tassonomia
Sono state riconosciute 2 sottospecie:
- M. m. mayori: Zone montane dello Sri Lanka sopra i 1.100 metri di altitudine;
- M. m. pococki (Ellerman, 1947): zone pianeggianti dello Sri Lanka fino a 1.100 metri di altitudine.

## Conservazione
La IUCN Red List, considerato l'areale limitato e frammentato e il continuo declino nella qualità del proprio habitat, classifica M.mayori come specie vulnerabile (VU).